# Жан Буїз
Жан Жозе́ф Буї́з (фр. Jean Bouise; 3 червня 1929, Гавр, Франція — †6 липня 1989, Ліон, Франція) — французький актор. Лауреат премії «Сезар» 1980 року за найкращу роль другого плану у фільмі «Удар головою» (1979).

## Біографія
Жан Буїз народився 3 червня 1929 року у Гаврі, Франція. Освіту здобув у Хімічному інституті в Руані. У 1950-і роки почав відвідувати театральні курси. Познайомився з театральним режисером Роже Планшоном та брав участь у становленні театру Комедії в Ліоні. У 1950-і роки Жан Буїз був одним із засновників театру «Théâtre de la Cité» міста Віллербанн, де служив актором трупи, граючи у виставах в постановці Планшона, у тому числі у «Тартюфі» та в «Бравому солдатові Швейке».

## Кар'єра
У кіно Жан Буїз почав зніматися у 1960-і роки, граючи головним чином другорядні ролі у таких фільмах, як «Негідна стара пані» (1965), «Дзета» (1969) та «Визнання» (1970) Коста-Гавраса, «Не торкайся до мене» (1971), «Повернення високого блондина» (1974), «Спеціальний відділ» (1975) та «Моесьє Кляйн» (1976). З часом Жан Буїз став одним з найвідоміших акторів другого плану французького кіно.
За ролі у «Старій рушниці» (1975) Робера Енріко та у фільмі «Слідчий Файяр на прізвиську „Шериф“» (1976) Іва Буассе Буїз був номінований на Сезара як найкращий актор другого плану, та отримав цю нагороду у 1980 році за роль у фільмі Жана-Жака Анно «Удар головою».
Під кінець життя зіграв у Люка Бессона у його перших фільмах: дипломата радянського посольства у Франції у фільмі «Нікіта», дядька Луї у «Блакитній безодні», начальника станції у «Підземці», старого, що навчає наново говорити героя П'єра Жоліве у стрічці «Остання битва».

## Особисте життя
Жан Буїз був одружений з акторкою Ізабель Садоян (нар. 12.05.1928).
Помер Буїз 6 липня 1989 року у французькому Ліоні на лікарняному ліжку від раку легенів. Похований під майже анонімною могильною плитою на кладовищі Сент-Ілеер-де-Бренс в Ізері. Люк Бессон дуже переживав смерть актора, з яким вони були дружні, до того ж йому пришилося монтувати останній фільм за участі Буїза «Нікіта» уже після смерті актора. «Це було важко — монтувати кадри з близькою людиною, якої вже немає», — розповідав Бессон.

## Фільмографія (вибіркова)
| Рік       |    | Українська назва                    | Оригінальна назва                                     | Роль                                       |
| --------- | -- | ----------------------------------- | ----------------------------------------------------- | ------------------------------------------ |
| 1963      | ф  | Ярмарок двієчників                  | La foire aux cancres (Chronique d'une année scolaire) | директор                                   |
| 1963      | кф | Колесо                              | La meule                                              | Сімон                                      |
| 1963      | ф  | Інша Крістобаль                     | El otro Cristóbal                                     |                                            |
| 1964      | тф | Веселі куми з Віндзору              | Joyeuses commères de Windsor                          |                                            |
| 1964      | ф  | Я — Куба                            | Soy Cuba                                              | Джим(в кубинській версії)                  |
| 1964      | ф  | Тінтін і блакитні апельсини         | Tintin et les oranges bleues                          | капітан Гаддок                             |
| 1965      | ф  | Негідна стара пані                  | La vieille dame indigne                               | Альфонс                                    |
| 1965      | тф | Король Убу                          | Ubu roi                                               | Батько Убу                                 |
| 1966      | ф  | Війну закінчено                     | La guerre est finie                                   | Рамон                                      |
| 1966      | ф  | У чужій шкурі                       | Avec la peau des autres                               | Маржері                                    |
| 1968      | ф  | Найкращий місяць                    | Le mois le plus beau                                  | кюре                                       |
| 1969      | ф  | Дзета                               | Z                                                     | Жорж Піру                                  |
| 1969      | ф  | Люди поза законом                   | Les hors-la-loi                                       | Марк                                       |
| 1969      | ф  | Американець                         | L'américain                                           | офіціант в кафе                            |
| 1970      | ф  | Життєві дрібниці                    | Les choses de la vie                                  | Франсуа                                    |
| 1970      | ф  | Визнання                            | L'aveu                                                | начальник заводу                           |
| 1970      | ф  | Померти від кохання                 | Mourir d'aimer                                        | Суддя у справах неповнолітніх              |
| 1971      | ф  | Втеча                               | La poudre d'escampette                                | людина на терасі                           |
| 1971      | ф  | Не торкайся до мене                 | Out 1, noli me tangere                                | Варок                                      |
| 1971      | тф | Семимильні чоботи                   | Les bottes de sept lieues                             | купець                                     |
| 1971      | ф  | Побачення у Бре                     | Rendez-vous à Bray                                    | шеф-редактор                               |
| 1972      | ф  | Французькі кальвіністи              | Les camisards                                         | кучер                                      |
| 1972      | ф  | Вогні Стрітення                     | Les feux de la chandeleur                             | панотець Ів Бутільє                        |
| 1972      | ф  | Замах                               | L'attentat                                            | високопоставлений французький поліцейський |
| 1972      | ф  | Вожаки                              | Les caïds                                             | Муреллі                                    |
| 1973      | ф  | Підозра                             | Les granges brûlées                                   | журналіст                                  |
| 1974      | ф  | 1: Спектр                           | Out 1: Spectre                                        |                                            |
| 1974      | тф | Мадам Боварі                        | Madame Bovary                                         | Шарль Боварі                               |
| 1974      | ф  | Повернення високого блондина        | Le retour du grand blond                              | міністр                                    |
| 1974      | ф  | Дюпон Лажуа                         | Dupont Lajoie                                         | інспектор Булар                            |
| 1975      | ф  | Спеціальний відділ                  | Section spéciale                                      | консультант Лінаіс                         |
| 1975      | ф  | Бригада                             | La brigade                                            | Шарль                                      |
| 1975      | ф  | Божевільну – убити                  | Folle à tuer                                          | доктор С. Розенфельд                       |
| 1975      | ф  | Стара рушниця                       | Le vieux fusil                                        | Франсуа                                    |
| 1975—1990 | с  | Сінема 16                           | Cinéma 16                                             | Шарль Гудо                                 |
| 1976      | ф  | Мосьє Кляйн                         | Mr. Klein                                             | продавець                                  |
| 1976      | ф  | Мадо                                | Mado                                                  | Андре                                      |
| 1976      | ф  | Слідчий Файяр на прізвисько «Шериф» | Le Juge Fayard dit Le Shériff                         | Генеральний прокурор Арну                  |
| 1977      | тф | Мовчазний племінник                 | Un neveu silencieux                                   | Александр                                  |
| 1977      | ф  | Мішень                              | Le point de mire                                      | Боб                                        |
| 1977      | ф  | Смерть негідника                    | Mort d'un pourri                                      | комісар Перне                              |
| 1978      | ф  | Ніжності                            | Les petits câlins                                     | батько Софі                                |
| 1978      | ф  | Брудний мрійник                     | Sale rêveur                                           | Робер                                      |
| 1978      | ф  | Дороги на південь                   | Les routes du sud                                     | фермер                                     |
| 1978      | ф  | Метелик на плечі                    | Un papillon sur l'épaule                              | доктор Бав'є                               |
| 1979      | ф  | Удар головою                        | Coup de tête                                          | президент Сівардьє                         |
| 1979      | ф  | Пако – страховик                    | Paco el seguro                                        | Емброуз                                    |
| 1980      | ф  | Антрацит                            | Anthracite                                            | ректор                                     |
| 1981      | тф | Викрадач дітей                      | Le voleur d'enfants                                   | Ербін                                      |
| 1982      | тф | Необережний мандрівник              | Le voyageur imprudent                                 | суддя Віньє                                |
| 1982      | тф | Меретте                             | Mérette                                               | пастор Magnoux                             |
| 1982      | ф  | Геката                              | Hécate                                                | Vaudable, консул Франції                   |
| 1983      | тф | Кредо                               | Credo                                                 | батько Сержа                               |
| 1983      | ф  | Остання битва                       | Le dernier combat                                     | лікар                                      |
| 1983      | ф  | Едіт і Марсель                      | Édith et Marcel                                       | Люсьєн Рупп                                |
| 1983      | тф | Пабло мертвий                       | Pablo est mort                                        | Донадьє                                    |
| 1983      | ф  | Темна конячка                       | La bête noire                                         | Пепе                                       |
| 1983      | ф  | Екватор                             | Équateur                                              | прокурор                                   |
| 1983      | ф  | Від імені усіх рідних               | Au nom de tous les miens                              | Д-р Ciljimaster                            |
| 1983      | ф  | Якби мені було 1000 років           | Si j'avais mille ans                                  |                                            |
| 1984      | ф  | Повітря злочину                     | L'air du crime                                        | мосьє Шутц                                 |
| 1984      | кф | Не кидайте слухавки                 | Ne quittez pas                                        | старий                                     |
| 1984      | кф | Немає спокою Біллі Бракко           | Pas de repos pour Billy Brakko                        | читець, озвучування                        |
| 1985      | ф  | Піти, повернутися                   | Partir, revenir                                       | кюре                                       |
| 1985      | ф  | Підземка                            | Subway                                                | начальник станції                          |
| 1985      | ф  | Суто особиста справа                | Strictement personnel                                 | комісар                                    |
| 1985      | тф | Маленька дівчина модель             | La petite fille modèle                                | детектив                                   |
| 1986      | ф  | Червона зона                        | Zone rouge                                            | Антуан Шенешаль                            |
| 1986      | тф | Танго кохання                       | L'amour tango                                         | Луї                                        |
| 1986      | ф  | Остання картинка                    | La dernière image                                     | Ланглуа                                    |
| 1987      | ф  | Останнє літо у Танжері              | Dernier été à Tanger                                  | Макс Паск'є, права рука Вільяма            |
| 1987      | ф  | Кінець літа                         | L'été en pente douce                                  | Олів'є Воке                                |
| 1987      | ф  | Район замків                        | Châteauroux district                                  | комісар Feuille                            |
| 1987      | ф  | Йєнач                               | Jenatsch                                              | доктор Тоблер                              |
| 1987      | ф  | Спіраль                             | Spirale                                               | Жан-Франсуа                                |
| 1987      | ф  | Втомившись від війни                | De guerre lasse                                       | Йосип Ісаак Рот - єврейський старшина      |
| 1988      | ф  | Блакитна безодня                    | Le grand bleu                                         | дядько Луї                                 |
| 1988      | ф  | Філософський камінь                 | L'oeuvre au noir                                      | Кампан                                     |
| 1988      | кф | Сила слова                          | Puissance de la parole                                |                                            |
| 1989      | тф | Французька революція                | La révolution française                               | Моріс Дюпле                                |
| 1989      | ф  | Грізне літо                         | Un été d'orages                                       | Робер                                      |
| 1990      | ф  | Нікіта                              | Nikita                                                | Аташе посольства                           |

## Визнання
| Рік            | Категорія                     | Фільм                               | Результат |
| -------------- | ----------------------------- | ----------------------------------- | --------- |
| Премія «Сезар» |                               |                                     |           |
| 1976           | Найкращий актор другого плану | Стара рушниця                       | Номінація |
| 1978           | Найкращий актор другого плану | Слідчий Файяр на прізвисько «Шериф» | Номінація |
| 1980           | Найкращий актор другого плану | Удар головою                        | Перемога  |